# Itkal, Sedam
Itkal là một làng thuộc tehsil Sedam, huyện Gulbarga, bang Karnataka, Ấn Độ.